# Bombay Stock Exchange

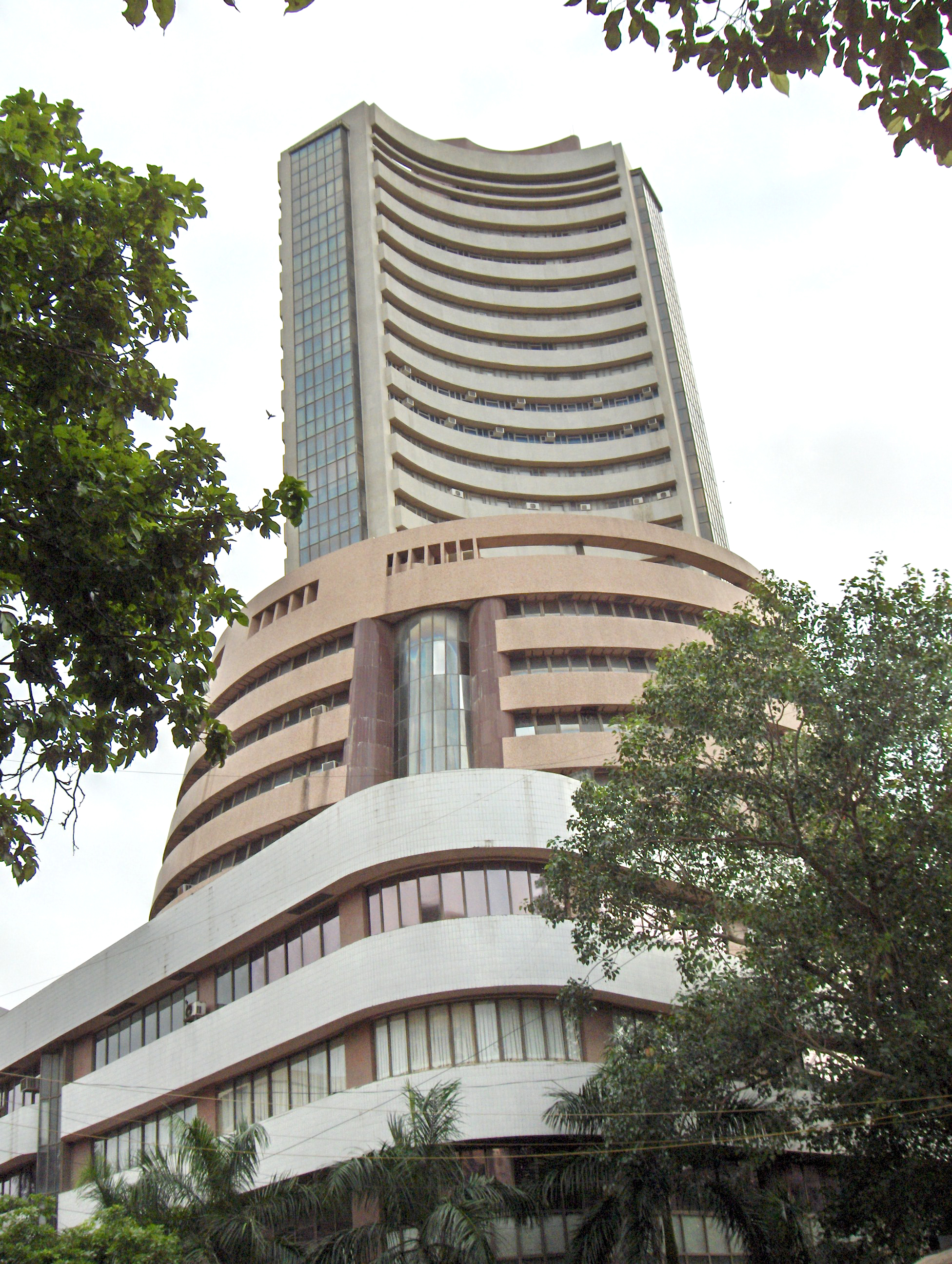
Bombay Stock Exchange

Bombays aktiebörs (BSE) är en aktiebörs belägen i staden Bombay. Den grundades omkring 1875 och är Asiens äldsta aktiebörs.